# Шмуел Йосеф Агнон
Шмуел Йосеф Агнон (на иврит שמואל יוסף עגנון, на латиница Shmuel Yosef Agnon), е израелски писател, един от първите представители на съвременната литература на иврит. През 1966 г. получава Нобелова награда за литература, заедно с поетесата Нели Закс.

## Биография
Шмуел Йосеф Халеви Чачкеш е роден през 1888 г. в град Бучач, Галиция (днес в Украйна). Баща му, Шалом Мордехай Халеви, е посветен за равин, но се занимава с търговия с кожи. Агнон получава първоначалното си образование от своите родители. От ранна възраст започва да пише на иврит и идиш. През 1903 г. публикува първото си стихотворение, посветено на кабалиста Йосиф дела Рейна. Следващите няколко години пише още стихове и разкази, които са публикувани в Галиция. През 1906 година е помощник-редактор в еврейски седмичник.
На 19-годишна възраст младият автор емигрира в Палестина и се установява в Яфа. През същата година публикува повестта си „Изоставени съпруги“. Тя е подписана с псевдонима Агнон, който той приема официално за свое фамилно име през 1924 година. През 1910 г. повестта е издадена на немски език и става първото му преведено произведение.
В Яфа Агнон е секретар на местния еврейски съд, а по-късно – на „Съвета на Земята Израел“, орган на самоуправление (парламент) на еврейските преселници. На тази длъжност Агнон се запознава с живота и съдбите на преселващите се в Палестина евреи. Както сам твърди, в тези години няма мъж, жена или дете, които да не познава.
През 1913 г. Агнон се установява в Берлин, където работи като учител и учен. Три години по-късно се жени за Естер Маркс. В немската столица се запознава със Салман Шокен, който става негов издател и му осигурява редовен доход, така че да се занимава изключително с писане. Тогава започва изследванията си в областта на еврейския фолклор. Събира фолклорни сказания – сборниците оказват влияние върху неохасидизма. През 1924 г. пожар унищожава всичките му ръкописи.
Агнон се завръща в Палестина и окончателно се установява в Йерусалим, където през 1929 г. библиотеката му отново е опожарена. Издава романа „Сватбен балдахин“ (1931), който го превръща в централна фигура в литературата на иврит. Книгата е начало на поредицата романи за живота, историята и фолклора на източноевропейските евреи. В романа „Гост за нощта“ Агнон описва духовния упадък на родния си град, в който се завръща по време на Първата световна война. Следващата книга: „Онзи ден“ засяга въпроса за културния шок, пред който е изправен евреина възпитан в традициите на западната култура, който емигрира в Израел.
В творчеството на Агнон присъстват над 200 балетристични произведения, също и голям брой къси разкази. В по-късните си творби еврейският автор пише повече за Израел.
Умира през 1970 г. в Йерусалим. През 1971 г. посмъртно е издаден незавършеният му роман „Шира“.

## Произведения

### Романи и новели
- The Bridal Canopy (1931)
- In the Heart of the Seas, a story of a journey to the land of Israel (1933)
В сърцевината на морето, сп. „Съвременник“ (2000), прев. Пенка Кънева
- A Simple Story (1935)
- A Guest for the Night (1938)
- Only Yesterday (1945)
- Edo and Enam (1950)
- To This Day (1952)

### Сборници
- Of Such and Of Such
- At the Handles of the Lock (1923)
- Near and Apparent
- Thus Far
- The Fire and the Wood
- Tale of the Goat